# María Cambrils Sendra
María Cambrils Sendra (El Poble Nou de la Mar, 1878 - Pego, 22 de desembre de 1939) va ser una escriptora i feminista socialista valenciana. Va arribar a escriure més de cent articles, sense rebre'n profit econòmic i a publicar una obra clau sobre el feminisme d'esquerres.

## Biografia
Filla d'una família natural de Pego (Marina Alta), va viure la major part de la seva vida a València, i va estar casada a la força amb José Martínez Dols, probablement des de molt jove. A la mort d'aquest, tot indica que va residir en un convent sense identificar durant un llarg període. Després, la seua vida va fer un gir de 180 graus. Tot i que originàriament estiguera vinculada als cercles catòlics, va ser companya de José Alarcón Herrero des de la dècada de 1910, un antic líder anarquista nascut a Jumella, i ja membre del Partit Socialista Obrer Espanyol (PSOE) com ella. Autodidacta, María va arribar a formar part de l'elit intel·lectual obrera en la seua faceta d'articulista i conferenciant. Entre 1924 i 1933 va escriure centenars d'articles en la premsa obrera, principalment a El Socialista, essent pràcticament l'única dona que col·laborava assíduament en el periòdic fundat per Pablo Iglesias. Quasi sempre els temes dels seus escrits giraven al voltant de la situació de les dones i de la necessitat de l'acció feminista, també dins del seu partit, als militants del qual recriminava sovint no ser suficientment actius en la lluita per l'alliberament de les seues companyes.
El 1925 va publicar a València el llibre Feminismo socialista, prologat per Clara Campoamor, text d'una enorme repercussió que les historiadores consideren fonamental en l'evolució del feminisme d'esquerra, i una de les primeres obres publicades en castellà sobre l'íntima relació d'ambdós conceptes, on tracta d'un 'feminisme de classe' compromès amb l'Espanya del primer terç del segle xx. Va ser una modesta edició, sufragada per ella mateixa, dedicada a Pablo Iglesias, a qui es referia com a "venerable mestre", la recaptació del qual anava destinada a la impremta d'El Socialista. El llibre va ser reeditat als anys 90 per l'Associació Clara Campoamor, a Bilbao.
En 1933, per raons de salut, es traslladà a Pego amb el seu company, on ell va ser regidor de l'ajuntament i president de la Casa del Poble. En finalitzar la Guerra Civil, malgrat que no se li van atribuir delictes de sang, José Alarcón Herrero fou afusellat a Alacant al costat d'Aquilino Barrachina Ortiz i altres socialistes de Pego, l'11 d'abril de 1940.
María Cambrils havia mort per malaltia, atesa per les seues nebodes, el 22 de desembre de 1939. El coneixement d'aquests aspectes biogràfics i de l'única fotografia seua que es conserva és relativament recent, ja que l'autora d'una de les bíblies del feminisme espanyol ha estat una perfecta desconeguda, fins al punt que es va arribar a pensar que María Cambrils era, en realitat, el pseudònim d'un home.

## Llegat
Al 1976 un grup d'economistes socialistes a València, entre els quals figuraven Ernest Lluch i Dolors Bramon, va adoptar el nom de Maria Cambrils i reivindicà el socialisme feministe que ella havia propugnat.
En abril de 2015, la Universitat de València ha publicat la monografia María Cambrils, el despertar del feminismo socialista, obra on recull la seua biografia, el seu llibre Feminismo socialista, i més d'un centenar d'articles publicats entre 1924 i 1933 a El Socialista, El Obrero Balear, El Pueblo, Revista Popular, etc. El treball ha estat realitzat per la periodista Rosa Solbes, la historiadora Ana Aguado i l'arxiver Joan Manuel Almela, el pròleg és de Carmen Alborch.
Al mes de gener de 2016 el Consell per la Dona i per la Igualtat de l'Ajuntament de València va decidir dedicar-li un carrer junt a altres 43 dones que no han tingut l'oportunitat d'obtindre el reconeixement al llarg de la història. També ho ha fet la localitat de Pego, on se li ha dedicat una plaça, i a Picanya, on hi ha una passera que porta el seu nom.
A  Bilbao, el Centre d´Informació, Infància, Joventut i la Dona d'Euskadi porta el seu nom.
Els premis a la igualtat que atorga cada 8 de març la UGT del País Valencià duen el nom de Maria Cambrils.